# Edison Chen
Edison Chen (* 7. října 1980 Vancouver) je čínský herec a zpěvák původem z Kanady. Mluví čtyřmi jazyky: anglicky, kantonsky, mandarínsky a japonsky.

## Filmografie
- 2009 Odstřelovač
- 2008 Temný rytíř
- 2006 Pes kouše psa
- 2006 Smrtící nenávi2t
- 2005 Život v překladu
- 2003 Krotitelé upírů
- 2003 Medailon
- 2003 Volavka III
- 2003 Volavka II
- 2002 Volavka
- 2000 Ocelový samuraj